# (8740) Václav
(8740) Václav – planetoida z grupy pasa głównego asteroid okrążająca Słońce w ciągu 4 lat i 335 dni w średniej odległości 2,89 au. Została odkryta 12 stycznia 1998 roku w Obserwatorium Kleť. Przed nadaniem nazwy planetoida nosiła oznaczenie tymczasowe (8740) 1998 AS8.